# 双柏假毛蕨
双柏假毛蕨（学名：Pseudocyclosorus shuangbaiensis），为金星蕨科假毛蕨属下的一个植物种。